# Punta de San Lorenzo

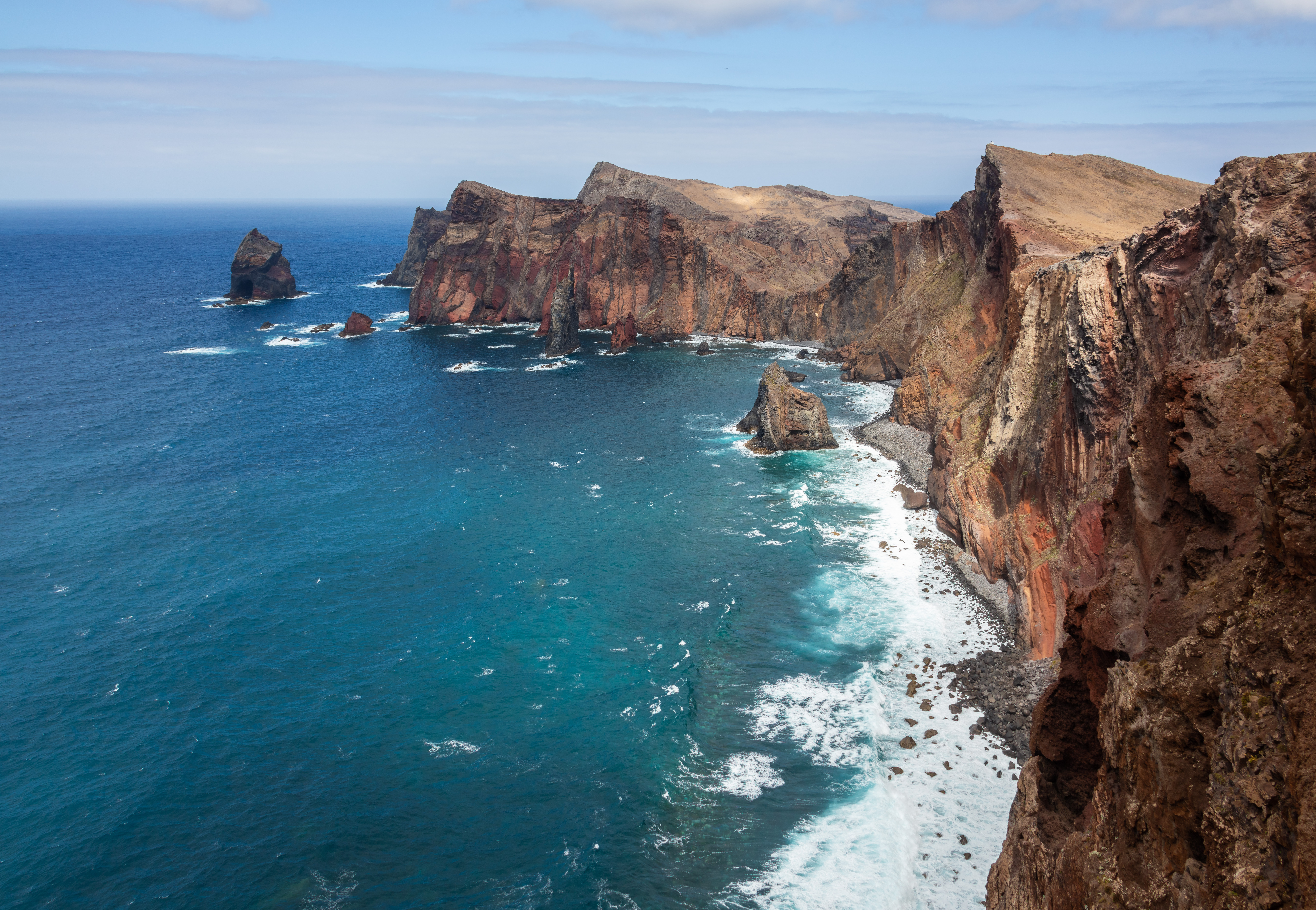
La punta de San Lorenzo

Panorámica de la punta

La punta de San Lorenzo (en portugués: Ponta de São Lourenço) es una península que conforma, junto al islote de Farol y el islote de Cevada, el extremo este de la isla de Madeira, perteneciente a Portugal. Es un gran brazo de rocas desde el que pueden divisarse a lo lejos las otras islas del archipiélago portugués.
En la punta de San Lorenzo se pueden observar morros volcánicos recientes y abundantes formaciones calcáreo-arenosas. Flanqueada por escarpados acantilados, desde 1996 la zona quedó protegida como reserva natural y lugar de importancia comunitaria para la conservación de algunas plantas endémicas y de aves protegidas. Destaca asimismo la presencia de la foca monje (Monachus monachus).